# 登利可汗
登利可汗（とうりかがん、拼音：Dēnglìkĕhàn、? - 741年）は、東突厥第二可汗国期の可汗。毘伽可汗の次子で、伊然可汗の弟。姓は阿史那氏、名は不明。登利可汗というのは唐から授かった可汗号で、テングリ・カガン（Täŋri Qaγan）を漢字表記したもの。初めは苾伽骨咄禄可汗（ビルゲ・クトゥルグ・カガン）と号した。

## 生涯
開元22年（734年）、毘伽可汗が大臣の梅録啜（ブイルク・チュル）に毒殺されたので、国人は毘伽可汗の子を立てて伊然可汗（イネル・カガン）とした。しかし、彼もまもなく病死したので、その弟を立てて苾伽骨咄禄可汗（ビルゲ・クトゥルグ・カガン）とした。
苾伽骨咄禄可汗は若くして即位したため、その母すなわち暾欲谷（トニュクク）の娘（骨咄禄婆匐可敦）が小臣の飫斯達干（よしタルカン）と姦通し、彼女らに国政を預けたため、民衆に心服されることはなかった。また、苾伽骨咄禄可汗の従叔父2人は東西に分かれて兵馬を掌握し、東に在る者は左殺（左シャド）と号し、西に在る者は右殺（右シャド）と号し、東突厥の精鋭は皆分かれて両殺の下にあった。
開元28年（740年）、唐の玄宗は右金吾将軍の李質を遣わして璽書を齎（もたら）し、苾伽骨咄禄可汗を冊立して登利可汗（テングリ・カガン）とした。
開元29年（741年）1月、登利可汗は遣使の伊難如を唐に入朝させ、方物を献上した。7月、登利可汗は母（骨咄禄婆匐可敦）と西殺（右殺）を誘って斬殺し、その衆を自分の衆に組み込んだ。懼れた左殺（判闕特勤）は登利可汗を攻め殺し、骨咄葉護（クトゥ・ヤブグ）は自ら立って可汗となった。

## 娘
- 余燭公主

## 参考資料
- 『旧唐書』（本紀第九 玄宗下、列伝第一百四十四上 突厥上）
- 『新唐書』（列伝第一百四十下 突厥下）
- 佐口・山田・護訳注『騎馬民族誌２正史北狄伝』（1972年、平凡社）